# María Helena Uribe de Estrada
María Helena Uribe (1928-2015) fue una escritora colombiana, reconocida por ser una de las voceras de la literatura colombiana y femenina en la segunda mitad del siglo XX. Su obra más conocida es Reptil en el tiempo, una novela que hace parte del posmodernismo, además de esa novela, también ha escrito cuentos y ensayos.

## Biografía

### Inicios
Hija de Gustavo Uribe Escobar y Rosita Echevarría Misas, nació en Medellín en 1928. Desde corta edad mostró pasión por las letras, pues sus padres tenían interés por los temas culturales y el incentivo del arte. Realizó sus estudios primarios en su país natal para después migrar con su familia a Bruselas, en donde estuvo estudiando hasta 1939; también vivió cerca a Nueva York, en donde estudió inglés y artes hasta 1947. Cuando tenía quince años empezó a escribir un diario tan extenso que terminó conformando varios volúmenes con títulos como Cuando nació el amor, Derrumbes de un sueño, Soñando con mi ideal, Rasgos del amor. 

### Matrimonio y amistades
En 1950 contrajo matrimonio con Leonel Estrada, odontólogo, crítico y escritor, con quien tuvo cinco hijos. Su hogar se convirtió en un santuario para varios artistas, pues en el sótano de su casa tenían un lugar que llamaban La Taberna, un espacio para compartir con sus amigos cercanos como Botero, Negret, Lucy Tejada, entre otros. El sótano de su casa no era el único lugar lleno de arte, el estudio también era prueba de eso y de la bibliófila familia, tenían estantes llenos de libros, todos organizados: literatura francesa, italiana, latinoamericana, colombiana; teología, historia, filosofía y psicología.
María Helena también participó en el grupo literario conocido como La Tertulia, creado en 1961, allí se discutieron varios temas de interés social y se anunciaron varios cambios ideológicos que marcarían el resto del siglo.

### Obra literaria y pensamiento
Las palabras de María Helena están llenas de intimidad y trascendencia, como buscando su expresión. Siempre escribió, sus diarios, poesía, cuentos y ensayos no dejaron de sorprender. Su libro de cuentos más reconocido es Polvo y Ceniza, en él dio a conocer sus pensamientos acerca del existencialismo, que empezó a desarrollar en La Tertulia. En Reptil en el tiempo: ensayo de una novela del alma cuenta la historia de una mujer, y allí explora la figura femenina  desde su surgimiento en medio de una sociedad patriarcal y de marginalidad. En cuanto a sus ensayos, los más alabados fueron Fernando González y el Padre Elías y Fernando González: El viajero que iba viendo más y más, pues demostró sus vastos conocimientos y su vena ensayista.

## Obras
Novela
- Reptil en el tiempo (ensayo de una novela del alma), 1986

Cuento
- Polvo y ceniza, 1963
  - Contenido: "Navidad"; "Trece"; "El Cáliz"; "Grieta en el amor"; "!Por favor...¡"; "Grieta en la aridez"; "Grieta en la maternidad"; "Treinta"; "Grieta ante mí misma"; "Infierno"; "Grieta en el tiempo"; "Susana"; "Vida enterrada"; "Grieta en la noche"; "Un poco de polvo y ceniza"; "Grieta en los libros"; "Javier"; "La buhardilla"; "Grieta en el silencio"; "Cristina"

No ficción
- Fernando González y el Padre Elías, 1966
- Cecilia Rico: su fauna y su arte primitivo, 1982
- Fernando González: el viajero que iba viendo más y más, 1999

Otros
- "Círculo vicioso", 1984, cuento publicado en Revista Arco
- Un frío distinto
- Auto minibiografía en gato gris